# Saatská bota

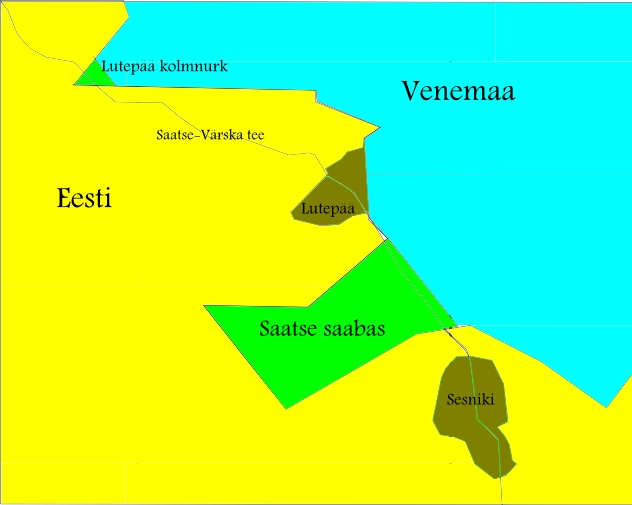
Saatská bota (zeleně), území Ruska (modře) a Estonska (žlutě).

Saatská bota (estonsky Saatse saabas rusky Саатсеский сапог) je část území Ruské federace, které vybíhá do území Estonska (výběžek). Jeho celková plocha činí 115 ha. Tvar území připomíná botu, svůj název má podle toho a podle nedaleké estonské vesnice.
Saatská bota vznikla při vymezení hranic mezi RSFSR a ESSR v roce 1944. Do druhé světové války měla hranice jinou podobu a tento výběžek tehdy neexistoval. Až do roku 1991 se jednalo o volně překročitelnou správní hranici jednotlivých republik v rámci SSSR, od roku 1991 se jedná o hranici suverénních států a od roku 2007 i o vnější hranici Schengenského prostoru.
Územím je možné projet po estonské silnici č. 178 (v úseku Lutepää–Sesniki). Před úsekem v celkové délce cca 900 m jsou umístěny informační tabule v estonském, anglickém a ruském jazyce, která upozorňuje na to, že řidič projíždí územím jiného státu a nesmí v něm zastavit. Pokud cestující zastaví, mohou být zatčeni ruskou policií; pokud je něco přinutí zastavit (např. technická porucha), musí kontaktovat estonskou pohraniční policii a vyčkat ve voze na její příjezd. Silnici spravuje Estonsko; Rusko odmítlo asfaltování jejího povrchu. Nejbližší silnice s pevným povrchem je vedena okolními vesnicemi a ve srovnání s cestou č. 178 představuje 17km objížďku.